# Инвожо (журнал)
«Инвожо́» (в переводе с удм. — «Солнцеворот») — ежемесячный иллюстрированный общественно-политический и литературно-художественный журнал для молодёжи, выпускаемый в Удмуртии с 1990 года на удмуртском и русском языках. В журнале, помимо прозы и поэзии молодых авторов, печатаются публицистические и критические материалы, освещаются вопросы культуры, искусства, этнографии, значительная роль отводится финно-угорской теме.
«Инвожо» учреждён Союзом писателей Удмуртии и Министерством печати и информации Удмуртской Республики. В 2005 году при редакции журнала впервые среди финно-угорских народов в России был создан ПЕН-центр — Удмуртский ПЕН-клуб, членами которого стали известные люди республики: Владимир Владыкин, Татьяна Владыкина, Алексей Шепталин, Анатолий Ишмуратов, Юрий Перевозчиков, Пётр Ёлкин, Василий Морозов, Сергей Орлов, Лев Вахитов, Василий Ушаков, многие молодые учёные, художники, писатели и журналисты.
В 2018 году «Инвожо» победил в номинации «Лучший журнал» конкурса «Пять лучших этнических изданий России-2018», итоги которого были подведены накануне Всероссийского фестиваля прессы «Вся Россия» в Сочи.